# Dents Blanches
Pour les articles homonymes, voir Dent Blanche (homonymie).
Les dents Blanches sont un chaînon montagneux situé entre Sixt-Fer-à-Cheval en France (Haute-Savoie) et Champéry en Suisse (canton du Valais), dans le massif du Giffre et dominant le val d'Illiez. Au nord-ouest on trouve la tête de Bostan.
Le sentier de grande randonnée de pays Tour des Dents Blanches est un itinéraire de randonnée qui en fait le tour.

## Sommets principaux

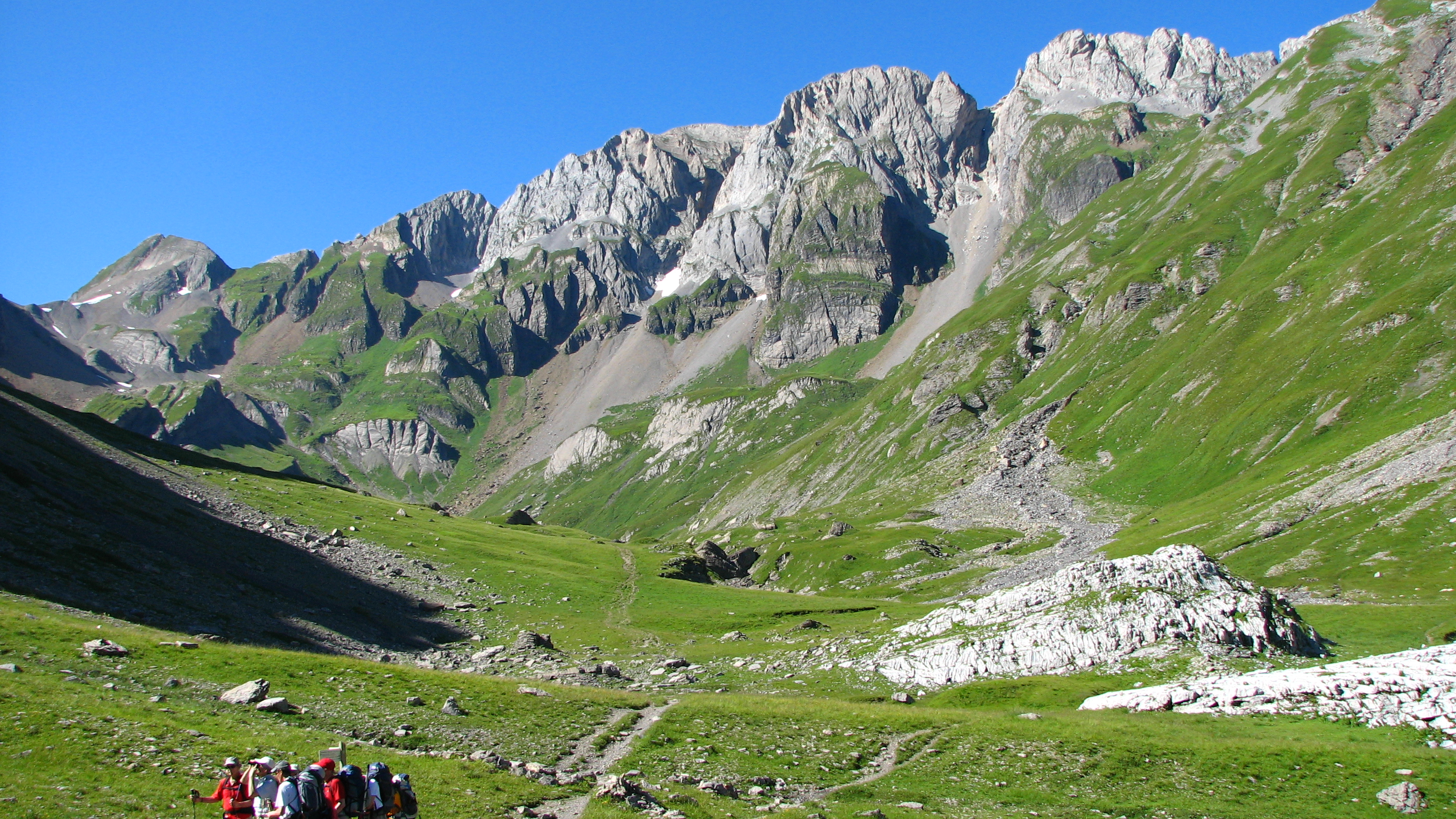
Vue (de gauche à droite) de la corne au Taureau, de la pointe de la Golette, des dents Blanches occidentales, de la dent du Signal et de la Grande Brèche.

De l’ouest vers l’est, les principaux sommets sont les suivants, :
- la pointe de La Golette, 2 638 m ;
- les dents Blanches occidentales, 2 709 m ;
- la dent du Signal, 2 728 m ;
- la Grande Brèche, 2 711 m ;
- la pointe Bourdillon, 2 602 m ;
- la dent des Sex Vernay, 2 660 m ;
- la Fenêtre des dents Blanches, 2 601 m ;
- la Corne à Tournier, 2 738 m ;
- la dent de Barme, 2 756 m.